# Protexarnis squalidiformis
Protexarnis squalidiformis är en fjärilsart som beskrevs av Corti 1933. Protexarnis squalidiformis ingår i släktet Protexarnis och familjen nattflyn. Inga underarter finns listade i Catalogue of Life.